# Maurice Gillis
Maurice Gillis (Luik, 6 november 1897 - aldaar, 1980) was een Belgisch voetballer die speelde als aanvaller. Hij voetbalde in Eerste klasse bij Standard Luik en speelde 23 interlands met het Belgisch voetbalelftal.

## Loopbaan
Gillis debuteerde in 1919 als diepe spits in het eerste elftal van Standard Luik dat op dat moment actief was in Tweede klasse. In 1921 promoveerde Gillis met de ploeg naar Eerste klasse en verwierf er op dat moment een vaste basisplaats in de ploeg. Gillis werd met Standard tweemaal tweede in de hoogste afdeling (1926 en 1928). Hij bleef er spelen tot in 1935 toen hij een punt zette achter zijn spelersloopbaan op het hoogste niveau. In totaal speelde Gillis 275 officiële wedstrijden bij Standard en scoorde daarbij 124 doelpunten.
Tussen 1922 en 1928 speelde Gillis 23 wedstrijden voor het Belgisch voetbalelftal en scoorde in totaal acht doelpunten. Hij nam deel aan de Olympische Zomerspelen 1924 in Parijs waar hij één wedstrijd speelde.